# Гуна (округ)
Гуна (хинди गुना जिला; англ. Guna) — округ в индийском штате Мадхья-Прадеш. Административный центр — город Гуна. Площадь округа — 6485 км². По данным всеиндийской переписи 2001 года население округа составляло 977 827 человек. Уровень грамотности взрослого населения составлял 59,5 %, что соответствовало среднеиндийскому уровню (59,5 %). Доля городского населения составляла 21,3 %.